# Вишнівецька селищна територіальна громада
Вишнівецька селищна громада — територіальна громада в Україні, у Кременецькому районі Тернопільської области. Адміністративний центр —  селище Вишнівець.
Площа громади — 324,3 км², населення — 17 638 осіб (2020).
Утворена 13 вересня 2016 року шляхом об'єднання Вишнівецької селищної ради та Бодаківської, Бутинської, Старовишнівецької сільських рад Збаразького району.
20 серпня 2019 року добровільно приєдналася Дзвинячанська сільська рада.
12 червня 2020 року затверджена в розширених межах об'єднання Вишнівецької селищної ради та Бодаківської, Бутинської, Великовікнинської, Великокунинецької, Дзвинячанської, Залісецької, Коханівської, Лозівської, Млинівецької, Раковецької, Старовишнівецької та Устечківської сільських рад Збаразького району
19 липня 2020 року, в результаті адміністративно-територіальної реформи та ліквідації Кременецького району, громада увійшла до складу новоутвореного Кременецького району.

## Населені пункти
У складі громади 1 селище (Вишнівець) і 27 сіл:
- Бакоти
- Бодаки
- Бутин
- Великий Кунинець
- Великі Вікнини
- Гнидава
- Дзвиняча
- Діброва
- Загороддя
- Залісці
- Зашляхом
- Кинахівці
- Котюжини
- Коханівка
- Кривчики
- Лози
- Малий Кунинець
- Малі Вікнини
- Мишківці
- Млинівці
- Очеретне
- Поляни
- Раковець
- Старий Вишнівець
- Устечко
- Федьківці
- Хотовиця

## Старостинські округи
- Бодаківський
- Бутинський
- Великовікнинський
- Великокунинецький
- Дзвинячанський
- Залісецький
- Кинаховецький
- Коханівський
- Лозівський
- Млинівецький
- Очеретненський
- Раковецький
- Старовишнівецький
- село Загороддя не входить до складу жодного зі старостинських округів, підпорядковується безпосередньо Вишнівецькій селищній раді[5]